# Fideos instantáneos

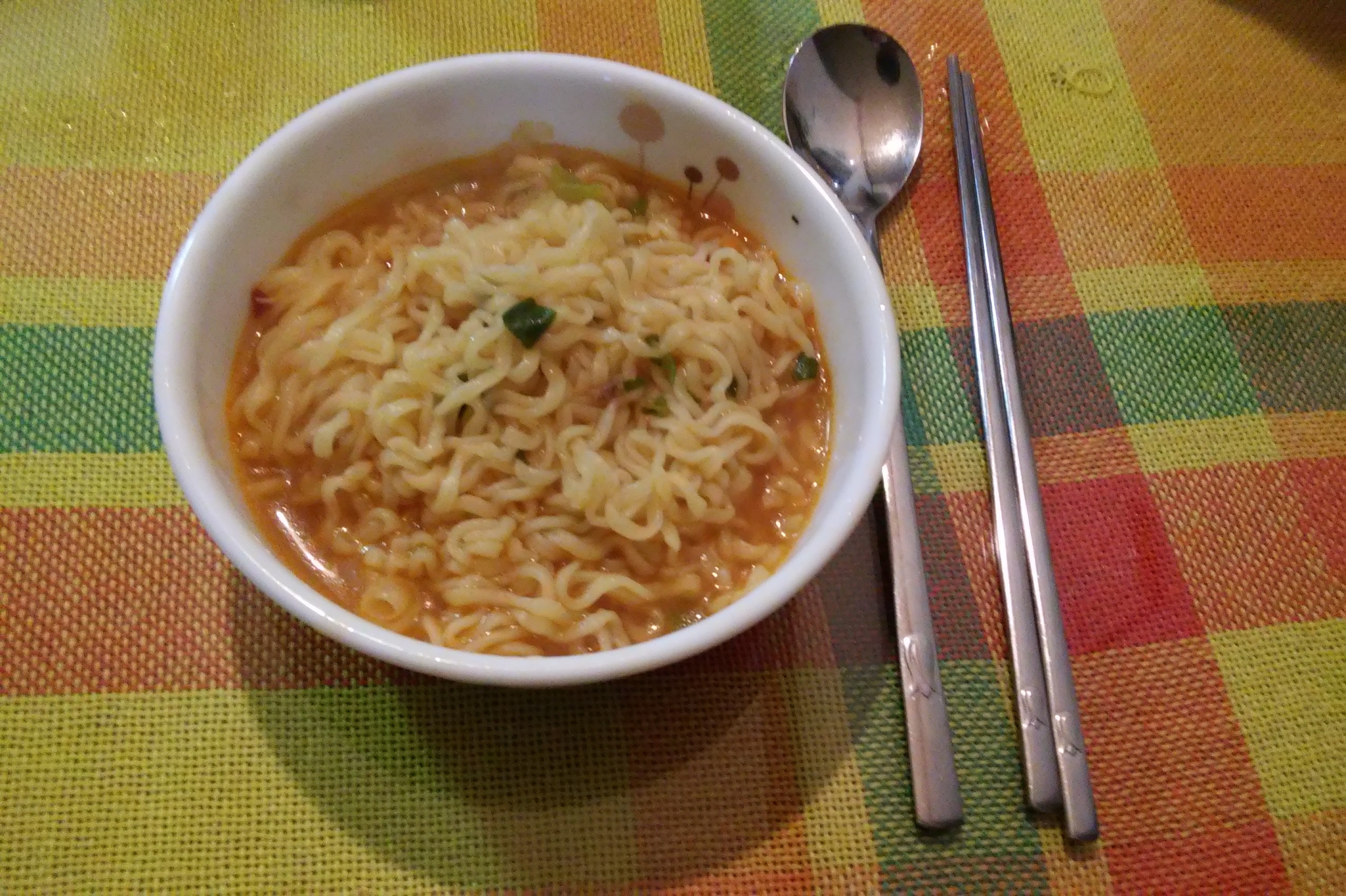
Fideos instantáneos.

Los fideos instantáneos son un plato preparado de fideos que deben cocerse en salmuera durante 3 a 5 minutos. Las sopas proceden de la cocina japonesa, se denominan ramen, y son uno de los principales platos de comida rápida de Asia.

## Historia
La idea de que los fideos instantáneos procedan de China, en concreto de la Dinastía Qing, cuando los fideos yimian se elaboraban fritos para que se permitiera de esta forma almacenarlos durante largos periodos de tiempo y posteriormente ser preparados rápidamente. De forma similar los "hilos de fideo de pollo" (fideos elaborados al estilo deep-fried y servidos tras haber sido escaldados en agua junto con un huevo estaban disponibles en China y Taiwán ya desde la Dinastía Qing).
Momofuku Andō (安藤百福), inmigrante taiwanés nacido en Chiayi y fundador de la empresa Nissin –uno de los más importantes manufactureros de fideos instantáneos hoy en día– inventó en Japón los modernos fideos instantáneos. Estos fideos se cuecen en aceite de palma con sabores, con la intención de quitar la humedad, y se secan en una especie de paquete. Se han intentado otros medios de conservación, incluyendo la salazón y el ahumado, pero Momofuku Ando llegó a la conclusión de que el aceite de palma es el método más eficiente para hacer los fideos instantáneos.
En el año 1958, Nissin lanzó al mercado su primer producto basado en los fideos instantáneos, se denominó Chikin Ramen (o sopa ramen instantánea con sabor a pollo) en la ciudad de Osaka. Otro hito se alcanzó en el año 1971 cuando la empresa Nissin introdujo la Cup Noodle, que eran fideos instantáneos envasados en un recipiente resistente al agua denominado styrofoam que se empleaba para cocinar los fideos sin necesidad de un plato. Otras mejoras e innovaciones posteriores llegaron a la inclusión de vegetales deshidratados en copa, creando de esta forma una sopa instantánea completa. 
De acuerdo con encuestas japonesas realizadas en el año 2000, para la mayoría de los japoneses los fideos instantáneos son uno de los inventos más importantes del siglo. El karaoke es considerado el segundo, junto con el compact disc. Durante el 2010, en el mundo se sirvieron aproximadamente 96.000 millones de raciones. Los fideos instantáneos son muy populares entre los estudiantes y entre muchos rangos de la población. Es por ello que se han convertido en un índice económico similar al índice Big Mac. En 2005 se creó el Mama Noodles Index para reflejar las ventas de los fideos Mama, uno de los más grandes manufacturadores de Tailandia. El índice se usa para medir y predecir la posibilidad de una crisis como la crisis financiera asiática de 1997. Si el índice crece alrededor de un 15% se entiende que la gente no puede adquirir comida y recurre a "comida barata" (bien inferior), como son los fideos instantáneos en estos países.

## Nutrición
El Ramen y los productos instantáneos similares han sido criticados a menudo por ser poco sanos e incluso se han llegado a denominar  comida basura. Una ración de fideos instantáneos es alta en carbohidratos pero baja en fibras, vitaminas y en minerales. Los fideos son generalmente servidos tras una gran parte de un largo proceso de manufacturación, en los que intervienen altos niveles de grasas saturadas y/o aceites trans. Se sirven adicionalmente con un caldo instantáneo que contiene como ingrediente el glutamato monosódico (MSG) así como una cantidad excesiva de sodio.

## El Top Ramen en la cultura popular
- La compañía discográfica denominada Fueled by Ramen, se puso este nombre en honor de los fideos instantáneos, pues el equipo que lo fundó en sus inicios solo tenía tiempo y dinero para tener una dieta basada en ese tipo de alimento, ya que el resto lo gastaban en levantar la compañía.